# ارنست آکرت
ارنست آکرت (انگلیسی: Ernst Akert; ۲۰ آوریل ۱۸۷۱ – ۱ ژانویهٔ ۲۰۰۰) نویسنده غیرداستانی و یک سوئیسی آزاداندیش بود.

## زندگی‌نامه
آکرت یکی از بنیانگذاران انجمن آزاد اندیشان سوئیس بود که در جنگ جهانی اول مغلوب جنگ شدند. آکرت درمیان نوشته‌هایی که دربارهٔ ولتان‌شانگ گوفرید کلر به رشته تحریر درآورد، در سال ۱۹۴۲ کتابی دربارهٔ «واسلر» به چاپ رساند. او در این کتاب موضع نویسنده سوئیسی را در مورد خدا، جاودانگی و مذهب و کلیسا مورد بحث قرار داده‌است. این برجسته‌ترین سبک نگارشی آکرت بود.
آکرت پس از سالیان در سال ۱۹۴۲ در شهر برن (سوئیس) زندگی کرد.